# Stazione di Borgo Palazzo
La stazione di Borgo Palazzo fu il nome assunto da due fermate, tra loro affiancate, rispettivamente della ferrovia della Valle Seriana e di quella della Valle Brembana, a servizio dell'omonimo quartiere.
Dal 2009, lo spazio di entrambi gli scali è stato reimpiegato dalla tranvia Bergamo-Albino per la fermata del tram "Bergamo Borgo Palazzo".

## Storia
La fermata sulla ferrovia della Valle Seriana fu aperta al servizio pubblico il 21 aprile 1884, assieme al tronco Bergamo-Albino, primo tratto aperto della linea, la quale in seguito proseguì verso Vertova (23 agosto), Ponte Nossa (23 marzo 1885), Ponte Selva (6 luglio 1885) e Clusone (12 marzo 1911).
Quella sulla ferrovia della Valle Brembana fu invece aperta il 23 gennaio 1906 assieme al tronco Bergamo-Zogno. In seguito, la linea fu estesa fino a San Pellegrino Terme (1º luglio), San Giovanni Bianco (1º ottobre) e Piazza Brembana (31 luglio 1926).
Con il cambio d'orario del 1º giugno 1924, la fermata della linea della Valle Seriana fu soppressa, mentre quella della Valle Brembana, rimase attiva fino all'improvvisa soppressione del servizio sulla linea, avvenuto il 17 marzo 1966.
Negli anni 2000, il sedime di entrambe le ferrovie nel tratto fra i loro capolinea e il passaggio a livello di San Fermo fu recuperato dalla Tramvie Elettriche Bergamasche (TEB) per costruire la tranvia Bergamo-Albino. Lungo la trincea, presso i due soppressi impianti di Borgo Palazzo, è stata istituita una fermata del tram.

## Strutture e impianti
Le due fermate erano posizionate lungo la trincea che sottopassava la strada per Seriate.
Essendo entrambe fermate in piena linea, il binario di ognuna era singolo, servito a loro volta da una banchina: posizionata a est per quella della Valle Seriana e a ovest per quella della Valle Brembana. Una palizzata presso l'interbinario separava completamente le due linee.

## Movimento
La fermata della ferrovia della Val Seriana era servita dai treni omnibus e accelerati sulla linea. Dopo qualche anno dall'inizio dell'esercizio di quest'ultima, divenne una fermata a richiesta. 
Quella della Valle Brembana, invece, fu sempre indicata negli orari della Società.